# Thüringer Landesmedienanstalt
Die Thüringer Landesmedienanstalt (TLM) ist die Landesmedienanstalt des Landes Thüringen.

## Aufgaben
Die TLM ist zuständig für die staatliche Genehmigung privatrechtlicher Radio- und Fernsehveranstalter mit Sitz in Thüringen. Darüber hinaus beaufsichtigt sie die Einhaltung medienrechtlicher Regeln zu Jugendschutz und Werbung, zur Wahrung der Meinungsvielfalt und der Programmgrundsätze. Sie ist unter anderem zuständig für die Aufsicht über Telemedien und kontrolliert hier z. B. Online-Medien hinsichtlich der Jugendschutzbestimmungen. Die spezifischen Aufgaben der TLM regeln das Thüringer Landesmediengesetz, der Rundfunkstaatsvertrag und der Jugendmedienschutz-Staatsvertrag.

## Organisation
Organisatorisch ist die TLM eine selbstverwaltete Anstalt des öffentlichen Rechts. Die Rechtsaufsicht führt die Thüringer Staatskanzlei als oberste Landesbehörde. Finanziert wird die TLM durch einen Teil der in Thüringen anfallenden Rundfunkgebühr.
Organe der TLM sind die Versammlung und der Direktor. Die Versammlung besteht nach dem korporatistischen Modell aus Vertretern der im Thüringer Landtag vertretenen Parteien sowie den Vertreten der im Gesetz benannten Organisationen.
| Mitglied              | Funktion         | Vertreter für                                                      | Anmerkungen               |
| --------------------- | ---------------- | ------------------------------------------------------------------ | ------------------------- |
| Johannes Haak         | Vorsitzender     | Evangelische Kirchen                                               |                           |
| Gerhard Stöber        |                  | Katholische Kirche                                                 |                           |
| Wolfgang M. Nossen    |                  | Jüdische Gemeinden                                                 |                           |
| Birgit Schuster       |                  | Familienverbände                                                   |                           |
| Ute Zacharias         |                  | Arbeitgeberverbände                                                |                           |
| Peter Hoffmann        |                  | Handwerkerverband                                                  |                           |
| Katja Förster         |                  | Bauernverbände                                                     |                           |
| Gisela Meyer          |                  | Vereinigung der Opfer des Stalinismus                              |                           |
| Gottfried Schugens    |                  | Verbände der Kriegsopfer, Wehrdienstgeschädigten und Sozialrentner | CDU-Mitglied, ehemals MdL |
| Egon Primas           |                  | Bund der Vertriebenen                                              | CDU-Mitglied, MdL         |
| Reinhard Müller       |                  | Behindertenverbände                                                |                           |
| Ilona Helena Eisner   | Stellvertreterin | Frauenverbände                                                     |                           |
| Christian Rommel      |                  | Jugendverbände                                                     |                           |
| Eckart Lange          |                  | Kulturverbände                                                     |                           |
| Heidi Krömker         |                  | Hochschulen                                                        |                           |
| Georg Ruhrmann        |                  | Hochschulen                                                        |                           |
| Peter Gösel           |                  | Landessportbund                                                    |                           |
| Nadin Czogalla        |                  | Landessportbund                                                    |                           |
| Joachim Saynisch      |                  | Verbände der freien Berufe                                         |                           |
| Thomas Damm           |                  | Verbraucherschutzverbände                                          |                           |
| Günther Schatter      |                  | Naturschutzverbände                                                |                           |
| Steffen-Claudio Lemme | Stellvertreter   | Arbeitnehmerverbände                                               | SPD-Mitglied, MdB         |
| Ingrid Ehrhardt       |                  | Arbeitnehmerverbände                                               |                           |
| Helmut Liebermann     |                  | Arbeitnehmerverbände                                               |                           |
| José Manuel Paca      |                  | Interessenvertretungen der Migranten                               |                           |
| Ralf Rusch            |                  | Thüringischer Landkreistag und Städte- und Gemeindebund Thüringen  |                           |
| Gabi Ohler            |                  | Landesregierung                                                    |                           |
| André Blechschmidt    |                  | Landtagsfraktion Die Linke                                         | MdL                       |
| Madeleine Henfling    |                  | Landtagsfraktion Bündnis 90/Die Grünen                             | MdL                       |
| Stephan Brandner      |                  | Landtagsfraktion AfD                                               | MdL                       |
| Werner Pidde          |                  | Landtagsfraktion SPD                                               | MdL                       |
| Gerold Wucherpfennig  |                  | Landtagsfraktion CDU                                               | MdL                       |

## Sonstiges
Die Thüringer Landesmedienanstalt ist Mitglied der Arbeitsgemeinschaft der Landesmedienanstalten die medienanstalten. Zusammen mit den Landesmedienanstalten in Sachsen und Sachsen-Anhalt, der Arbeitsgemeinschaft Mitteldeutscher Landesmedienanstalten (AML), vergibt sie den Mitteldeutschen Rundfunkpreis.

## Geschichte
Die Anstalt wurde am 5. November 1991 als Thüringer Landesanstalt für privaten Rundfunk (TLR) gegründet. Der Sitz war zunächst in Arnstadt. Erster Direktor war von 1992 bis 2007 Victor Henle. Im Februar 1993 ging mit Antenne Thüringen das erste von der TLR lizenzierte Hörfunkprogramm auf Sendung. Am 13. Dezember 1996 erfolgte die Umbenennung in Thüringer Landesmedienanstalt (TLM). Zum Jahreswechsel 2003/2004 erfolgte der Umzug in die Erfurter Steigerstraße. Gleichzeitig wurde dort die Geschäftsstelle der Kommission für Jugendmedienschutz angesiedelt, die 2013 in die Gemeinsame Geschäftsstelle der Landesmedienanstalten in Berlin integriert wurde.